# Lattainville
Lattainville település Franciaországban, Oise megyében. Lakosainak száma 174 fő (2022. január 1.). Lattainville Gisors, Boury-en-Vexin, Chambors, Delincourt és Montjavoult községekkel határos.

## Népesség
A település népességének változása:
| Lakosok száma | 157  | 152  | 154  | 150  | 157  | 163  | 170  | 170  | 174  |
|               | 2013 | 2015 | 2016 | 2017 | 2018 | 2019 | 2020 | 2021 | 2022 |